# Міський пройдисвіт
Міський пройдисвіт (англ. The City Slicker) — американська короткометражна кінокомедія режисера Гілберта Претта 1918 року.

## Сюжет
Щоб підвищити культурний рівень заміського готелю, було вирішено прийняти на роботу міського хлопця. Гарольд навів в закладі порядок.

## У ролях
- Гарольд Ллойд — Гарольд
- Снуб Поллард — Снуб
- Бібі Данієлс — дівчина
- Хелен Гілмор — мати дівчини
- Вільям Блейсделл — знехтуваний залицяльник Бебе
- Гас Александр
- Семмі Брукс
- Біллі Фей
- Вільям Гіллеспі